# Херман Вайл
Херман Клаус Уго Вайл (на немски: Hermann Klaus Hugo Weyl) е германски математик, физик и философ. Безспорната му компетентност в тези три области прави забележителни и неговите работи, които се ситуират на границите между тях.

## Биография
Роден е на 9 ноември 1885 г. в Елмсхорн, Германска империя. Посещава гимназия в Алтона. По препоръка на директора, братовчед на Давид Хилберт, Вайл е приет през 1904 г. в Гьотингенския университет. Там Вайл изучава математика под ръководството на Хилберт, а също така и физика. Допълнително той посещава и курсове по философия при Едмунд Хусерл, където среща бъдещата си съпруга Елена. През 1908 г. Вайл защитава дисертация с научен ръководител Хилберт и през 1910 се хабилитира.
През 1913 г. се жени за Елена Йосиф от Рибниц, от която има двама сина. През същата година става професор в Швейцарския федерален технологичен институт в Цюрих. Там среща Алберт Айнщайн, който по това време (1916 – 1918) развива общата теория на относителността. Вайл работи над математическите основи на тази теория и възможните ѝ обобщения, най-вече в аспекта на диференциалната геометрия. През 1918 г. публикува един от първите учебници по обща теория на относителността „Пространство, време и материя“.
През 20-те години, за кратко изпада под силно влияние от идеите на Брауер. В 1930 г. заема пост в Гьотингенския университет, на мястото на Хилберт. През 1933 г. напуска поради политическата радикализация и възхода на германския националсоциализъм (съпругата му Елена е от еврейски произход). С посредничеството на Алберт Айнщайн приема позиция в Института за академични изследвания в Принстън, където работи до 1951 г.
През 1948 г. овдовява и през 1950 се жени отново за скулпторката Елън Бер в Цюрих. Последните му години са прекарани най-вече в Цюрих.
На 17 ноември 1955 г. получава почетно гражданство в родния си град Елмсхорн. Скоро след това, на 8 декември 1955 г., умира неочаквано в Цюрих на 70-годишна възраст.

## Признание и памет
- 1927 – носител на наградата „Лобачевски“ по геометрия, връчвана от Казанския университет;
- 1929 – почетен доктор на университета на Осло и на Техническия университет в Щутгарт;
- 1940 – почетен доктор на Пенсилванския университет;
- 1945 – почетен доктор на Техническия университет в Цюрих;
- 1952 – почетен доктор на Сорбоната;

- 1954 – лауреат на наградата „Арнолд Реймонд“ и почетен доктор на Колумбийския университет в Ню Йорк;

- 1955 – почетен гражданин на Елмсхорн.

- На негово име са наречени кратер на Луната и астероид.